# Elseya auramemoria
Elseya auramemoria is een schildpad uit de familie slangenhalsschildpadden (Chelidae). 

## Naam en indeling
De wetenschappelijke naam van de soort werd voor het eerst voorgesteld door Mehdi Joseph-Ounii, William P. McCord en Quetzal Dwyer in 2022.
De soortaanduiding auramemoria betekent vrij vertaald 'herinnering aan de lucht' en is afgeleid van het lokale geloof dat waterschildpadden de geesten van de overledenen zouden vertegenwoordigen.

## Verspreiding en habitat
De soort komt voor in delen van Azië en leeft endemisch in de Salomonseilanden. Over de habitat en levenswijze is nog vrijwel niets bekend. 